# دوغ برادي
دوغ برادي (بالإنجليزية: Doug Brady)‏ هو لاعب كرة قاعدة أمريكي، ولد في 23 نوفمبر 1969 في جاكسونفيل في الولايات المتحدة.

## وصلات خارجية
- دوغ برادي على موقعبيزبول رفرنس.كوم (الدوري الرئيسي) (الإنجليزية)